# Sauerstoffwerk II Peenemünde

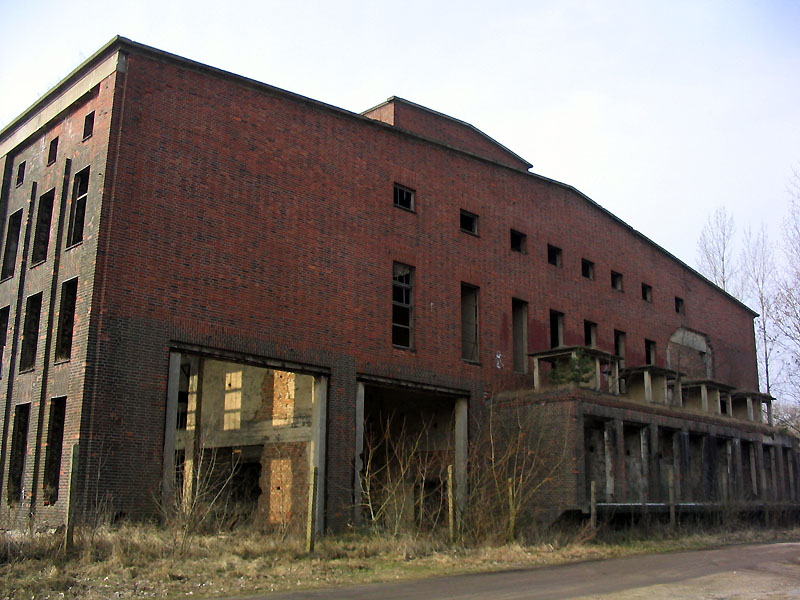
Das Sauerstoffwerk in heutigem Zustand

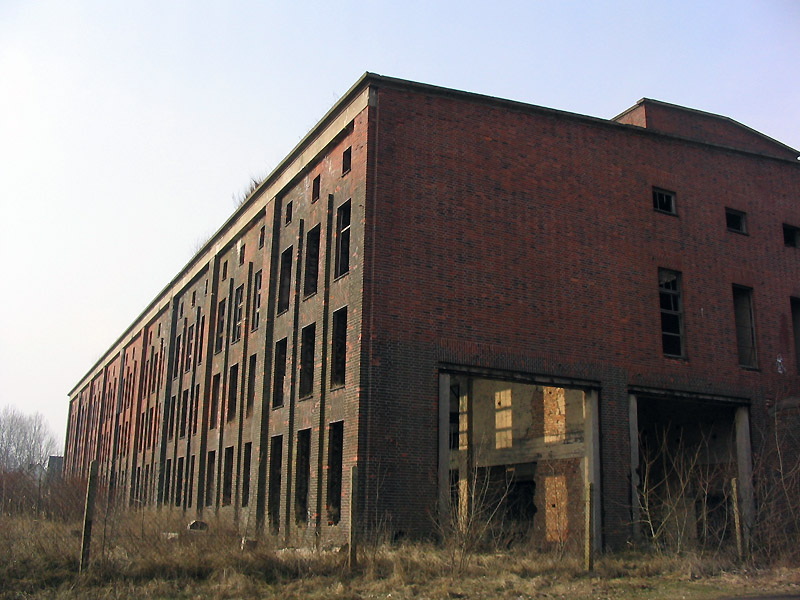
Sauerstoffwerk II

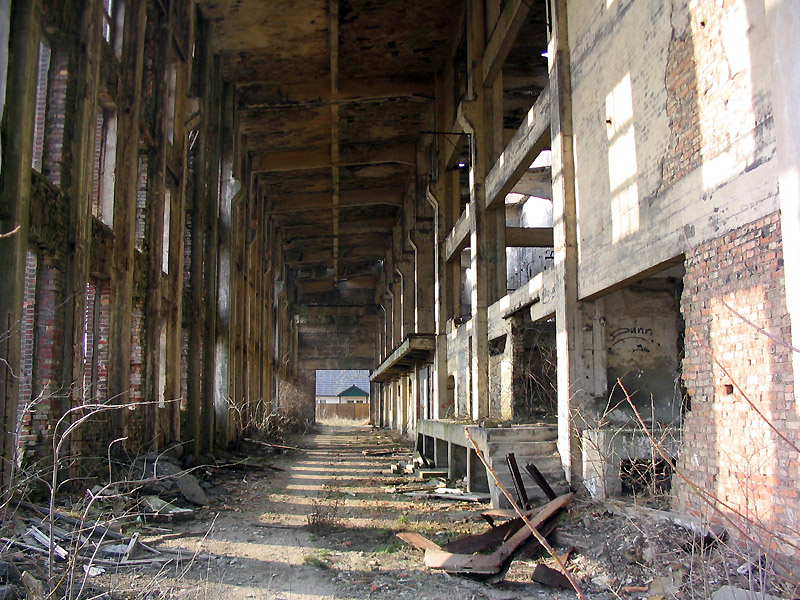
Blick ins Erdgeschoss

Das Sauerstoffwerk II der Heeresversuchsanstalt in Peenemünde auf Usedom diente im Zweiten Weltkrieg zur Flüssigsauerstoffgewinnung für den Antrieb von Aggregat-4-Raketen („V2“).

## Bauwerk
Das Gebäude ist 73,10 Meter lang, 42,60 Meter breit, 20,80 Meter hoch und steht unter Denkmalschutz. Der dreieinhalbgeschossige verklinkerte Bau wurde in Skelettbauweise errichtet. Auf dem Dach befindet sich ein langgestreckter eingeschossiger Aufbau mit liegenden Fensterbänken. Das ehemalige Sauerstoffwerk weist eine sakrale Baustruktur auf. Auffällig ist der 5-schiffige, asymmetrische Grundriss mit 9 Jochen, der dem einer Basilika entspricht.

## Geschichte
Die Kapazität der ab 1936 errichteten Sauerstoffanlage im Werk Ost von Peenemünde war nicht ausreichend für die Vorbereitung der Serienproduktion. Die Entscheidung Ende 1938 zum Ausbau der HVA umfasste die Errichtung eines zusätzlichen Sauerstoffwerks. Mit dem Bau wurde Ende 1939 unter Einsatz von Zwangsarbeitern (KZ-Häftlinge und Kriegsgefangene) begonnen. Nach wiederholten Verzögerungen aufgrund der Kriegslage konnten ab Januar 1941 fünf in Lizenz der Firma Heylandt durch die Firma Messer gebaute Anlagen installiert werden. Die Produktion von flüssigem Sauerstoff wurde im Juli 1942 aufgenommen und die letzte Maschine Anfang 1943 in Betrieb gesetzt. Allein zwischen 20 und 25 Megawatt der erzeugten Leistung des Kraftwerkes Peenemünde gingen an das Werk, in dem mit großem technischen Aufwand das Gas produziert wurde. Bis Kriegsende 1945 wurde im auf dem Linde-Verfahren basierenden Claude-Heylandt Verfahren Luft in ihre Bestandteile zerlegt und der Sauerstoff auf −183 °C abgekühlt verflüssigt. Beim Bombenangriff im August 1943 wurde das Werk nicht beschädigt.
Nach dem Krieg wurde ab 1947 die Anlage (teil)demontiert und das Gebäude 1948 im Rahmen der alliierten Vereinbarungen teilweise gesprengt. Steinraub und weitere Plünderungen versetzten den Bau schließlich in seinen heutigen Zustand.
Zu DDR-Zeiten funktionierte man Teile des Erdgeschosses zu Lagerräumen um.
Nach der Wiedervereinigung befand sich die Immobilie im Eigentum der Bundesrepublik Deutschland. Nachdem das Objekt am 23. September 2004 bei einer Versteigerung zum Mindestgebot von 20.000 € keinen Käufer fand, wurde es später für einen Preis unter diesem Limit verkauft.
Derzeit werden verschiedene Maßnahmen ergriffen, um die Gebäuderuine zu sichern und für Besucher zu erschließen. Es ist geplant, im Rahmen das Gebäude durch Lichtinstallationen an den Wänden besser in Szene zu setzen.